# Proissjestvie, kotorogo nikto ne zametil
Proissjestvie, kotorogo nikto ne zametil (russisk: Происшествие, которого никто не заметил, da.: En hændelse, som ingen lagde mærke til) er en sovjetisk spillefilm fra 1967 instrueret af Aleksandr Volodin.

## Medvirkende
- Zjanna Prokhorenko som Nastja
- Vera Titova
- Jevgenij Lebedev som Jakov Aleksejevitj
- Vitalij Solomin som Tolja
- Georgij Sjtil som Ljosja